# Dormitorium

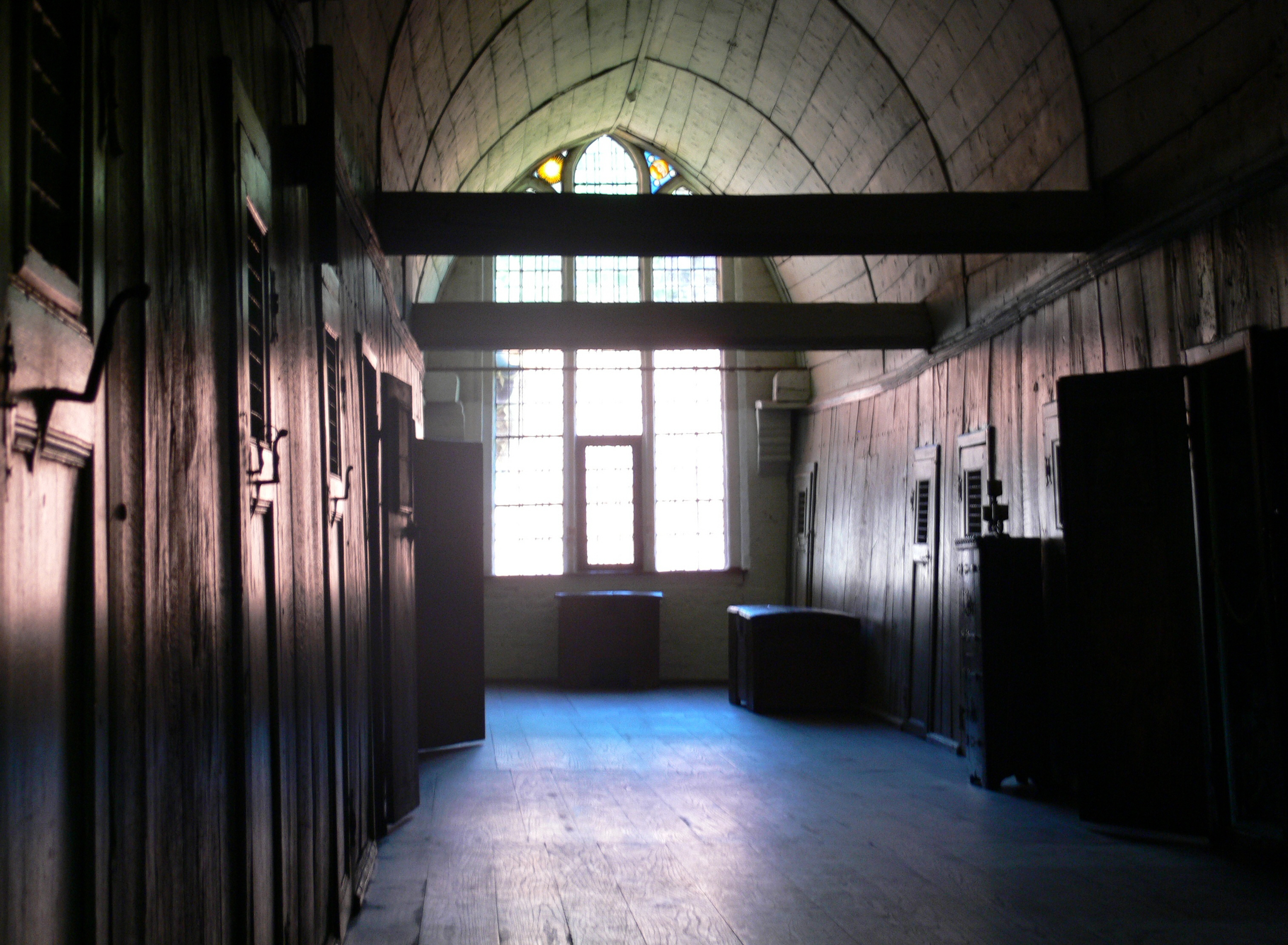
Dormitorium des ehemaligen Benediktinerinnenkonvents von Kloster Lüne

Das Dormitorium (lat. „Schlafraum“) ist der Zellengang oder Schlafsaal eines Klosters. Weitere Bedeutungen sind Ruhe- oder Grabstätte.
In der Anfangszeit der Klöster schliefen alle Mönche oder Nonnen eines Klosters in einem gemeinsamen Schlafsaal, der nur mit Stroh ausgelegt war (dem Dormitorium). Nur der Abt bzw. die Äbtissin oder der Prior verfügte in der Regel über einen eigenen Schlafraum. Aus dem Dormitorium führte eine Treppe direkt in den Chorraum der Kirche. So gelangten die Mitglieder der Klostergemeinschaft für die nächtlichen Gebete schnell an ihr Ziel. In späteren Zeiten wurde das große Dormitorium auch durch Vorhänge oder Holzwände in einzelne Bettstellen unterteilt.
Bei den eremitisch und halberemitisch lebenden Orden waren dagegen von Anfang an einzelne Zellen (lateinisch cella ‚kleiner Raum‘) üblich. In späteren Zeiten hatten Mönche und Nonnen in den meisten Orden eigene Zellen. Die Bezeichnung Dormitorium bezeichnete dann den Zellengang des Klosters. In manchen Orden, wie bei den Trappisten, blieb dagegen das Dormitorium als gemeinsamer Schlafsaal erhalten.
In den Vereinigten Staaten hat sich die Bezeichnung Dormitory für Studentenwohnheime erhalten. Auch werden (insbesondere kurz als „Dorm“) Schlafsäle in Hostels so bezeichnet.